# 李国伟 (1977年)
李国伟（1977年4月—），云南保山人，汉族，无党派人士。中华人民共和国政治人物、第十三届全国人民代表大会云南省代表。

## 生平
2018年，李国伟被选为云南省出席第十三届全国人民代表大会代表。